# Klooster (Velddriel)

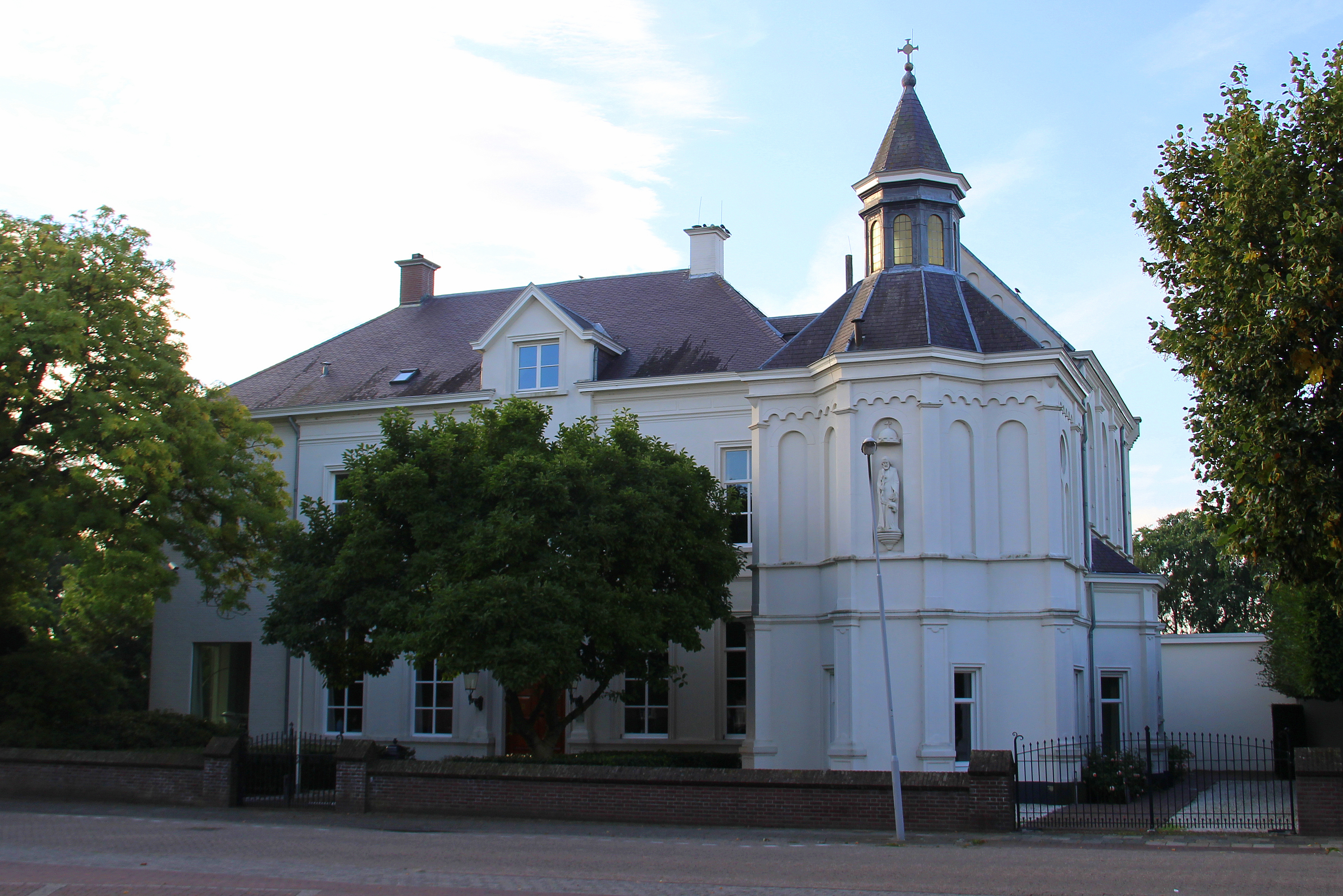
Kapel van de Zusters van Liefde

Het Klooster van de Zusters van Liefde is een voormalig klooster te Velddriel, gelegen aan Voorstraat 73.

## Geschiedenis
In 1905 betrokken de Zusters van Liefde een villa van 1850, die gebouwd was in eclectische stijl in opdracht van Willem de Gier. In 1951 werd deze villa nog vergroot. In 1922 werd hiernaast nog een kloostergebouw opgetrokken, waarvan de eerste verdieping ontworpen werd door W.C. van Erp. In 1928 werd op de eerste verdieping van dit gebouw een neogotische kapel opgetrokken, ontworpen door Hendrik Vorstermans. Deze kapel heeft een driezijdig gesloten koor en een tentdak, waarop zich een achthoekige lantaarn bevindt. Tegenwoordig is het een witgepleisterd ensemble dat -samen met de kerk- beeldbepalend is voor Velddriel.
Nadat dit klooster in de jaren 70 van de 20e eeuw door de zusters werd verlaten, werd het in 1983 aangekocht door de sekte van Sipke Vrieswijk. Dit bracht beroering in het kleine dorp, tot het geld op was, de sekte verdween en de leiders ervan in 1992 naar Israël vertrokken.
Tegenwoordig wordt het gebouw gebruikt als woonhuis.